# 小行星90450
小行星90450（90450 Cyriltyson）是一颗绕太阳运转的小行星，为主小行星带小行星。该小行星于2004年1月20日发现。
該小行星以美國天文學家奈爾·德葛拉司·泰森的父親西里爾·德葛拉司·泰森（Cyril deGrasse Tyson）命名。

## 轨道参数
小行星90450的轨道半长轴为475 707 265 km，3.1798614 UA，离心率为0.064。